# Ed2k
eD2k (ou ed2k URI scheme) é um tipo de ligação usada na internet para arquivos em computadores, e disponibilizada publicamente (por exemplo, em blogs) sem permitir contudo sua exata localização.
A sigla refere-se aos programas de partilhamento de arquivos eDonkey, podendo ser também usado no sistema do eMule. Esses endereços têm em comum o fato de começarem sempre com  ed2k://.
Para esses links funcionarem, o usuário deve ter algum dos programas citados instalados e, ainda, que os mesmos estejam em sincronia com o navegador web em uso (ex: firefox, iexplorer, etc.)
Um link eDonkey (ou link eD2k para resumir) é similar a um link magnet, mas é muito menos flexível pois apenas usa a função de hash MD4, o que somente o faz ajustável para ser usado junto com a rede eDonkey2000. Entretanto, o Shareaza pode até mesmo usá-los na rede Gnutella2 de um modo limitado.